# Dynastie Yuan du Nord
Cette page contient des caractères spéciaux ou non latins. S’ils s’affichent mal (▯, ?, etc.), consultez la page d’aide Unicode.
1368–1635
Entités précédentes :
- Dynastie Yuan

Entités suivantes :
- Dynastie Ming
- Dynastie Qing

La dynastie Yuan du Nord (chinois : 北元 ; pinyin : Běi Yuán, 1368-1388) ou Quarante-quatre États Mongols (en mongol cyrillique Дөчин Дөрвөн хоёрын Монгол Улс, 1388-1635) est une dynastie qui a régné sur le khaganat mongol. Elle fut fondée en 1368 par le khan Togoontomor, le dernier khan de la dynastie Yuan,  et se maintint jusqu'en 1635, date à laquelle la Mongolie passa sous le contrôle direct des Mandchous, une décennie avant que ces derniers ne fondent la dynastie Qing.
En 1368, Togoontomor est obligé de s'enfuir en Mongolie, après que l'empereur Ming Hongwu, le fondateur de la dynastie Ming, se soit emparé de Dadu (ou Khanbalik, actuelle Pékin), qui était alors la capitale des Yuan. Après s’être réfugié à Shangdu, il fonde une nouvelle dynastie, les Yuan du Nord, dont l'histoire est marquée par les luttes entre factions et le rôle (souvent symbolique) du grand-khan.
Si Dayan Khan et son épouse Mandukhaï Khatun ont réussi à réunifier toute la nation mongole au XVe siècle, la répartition de son empire entre ses fils et ses parents en tant que fiefs provoque une décentralisation du pouvoir politique et un affaiblissement de la domination impériale. Malgré cette décentralisation, une remarquable concorde se poursuit au sein de l'aristocratie entre les descendants de Dayan, et les Yuan du Nord n'ont pas à subir les affres de la guerre civile avant le règne de Ligden Khan (1604-1634), qui a été grandement affaibli par ses conflits avec les tribus mongoles et à finalement été vaincu par les Mandchous. 
Les soixante dernières années de cette période sont marquées par la pénétration intensive du bouddhisme tibétain dans la société mongole.

## Nom
Cette période est connue sous différents noms, dont celui de (dynastie) Yuan du Nord, bien que ce nom se réfère parfois à la période antérieure à 1388, date à laquelle Togustemur fut assassiné près du fleuve Tuul. Le terme "Yuan du Nord" est dérivé du terme correspondant Bei Yuan (北元) en chinois. Les Mongols portaient le nom de Dayan (Grand Yuan, du chinois Da Yuan) au début de cette dynastie comme sous la précédente dynastie Yuan, mais ils ont cessé de revendiquer le titre de Grand Yuan au XVe siècle, sauf sous le règne du Dayan Khan. Cependant, en occident, le terme de "(dynastie) Yuan du Nord" est encore utilisé pour couvrir toute la période pour des raisons historiographiques. Outre le nom de "Grand Yuan" au début de la dynastie, les Mongols appelaient leur nation Ikh Mongol Uls, ce qui signifie le "Grand État Mongol". Il est également appelé Mongolie post-impériale, Khaganat mongol ou Khanat Mongol dans certaines sources modernes, bien que la plupart de ces termes occidentaux puissent également désigner l'Empire mongol ou la dynastie Yuan aux 13e et 14e siècles. Dans les chroniques mongoles, cette période est également connue sous le nom de Les Quarante et les Quatre, ce qui signifie quarante Tumens Mongols de l'Est (Mongolie orientale) et quatre Tumens Mongols de l'Ouest (Mongolie occidentale). De plus, l'historiographie mongole utilise également les termes "période de désunion politique" et "période des petits khagans", etc. 

## Histoire

### Repli sur la Mongolie (1368–1388)
La conquête de la Chine par les Mongols commence pendant le règne de Gengis Khan (r. 1206-27) et s’achève sous celui de son petit-fils, Kubilai Khan (r. 1260-94) lorsque ce dernier élimine la dynastie Song du Sud en 1276 et détruit la dernière poche de résistance chinoise en 1279. Appliquant la Yassa, un Code juridique compilé par Gengis Khan , la dynastie mongole des Yuan, fondée en 1271 par Kubilai, a gouverné toute la Chine pendant environ un siècle, jusqu'en 1368. La situation se dégrada pour les Khan mongols lorsque les paysans chinois ont commencé à souffrir de fréquentes catastrophes naturelles, comme les sécheresses, les inondations et les famines, à partir de la fin des années 1340. L'absence de réaction politique efficace de la part du gouvernement a entraîné une perte du soutien populaire à la dynastie et la multiplication des révoltes armées. En 1351 débute la révolte des turbans rouges, d'abord lancée par Han Shantong (韓山童) et Liu Futong (劉福通) et finalement récupérée par Zhu Yuanzhang, un paysan chinois qui fonda la dynastie Ming dans le sud de la Chine. En 1368, Yuanzhang envoya une armée vers la capitale Khanbalik (actuelle Pékin), qui tombe la même année. Togoontomor (r. 1333-70), le dernier souverain du Yuan, s'enfuit de la capitale devant l'approche des troupes des Míng, pour se réfugier à Shangdu, dans l'actuelle province de Mongolie intérieure. Par la suite, il a tenté, en vain, de reprendre Khanbalik, avant de mourir à Yingchang, également en Mongolie intérieure, deux ans plus tard, en 1370. Cette ville est tombée à son tour entre les mains des Ming peu après sa mort.
Ce qu'il reste du clan impérial Yuan s'est replié en Mongolie en 1370, après la chute de Yingchang. Comme nous l'avons vu au chapitre précédent, même si la dynastie est désignée sous le nom de Yuan du Nord à partir de cette période, les nouveaux Khan ont conservé, dans un premier temps, le nom de Grand Yuan qui était associé à la dynastie déchue. En plus de conserver les titres glorieux de leurs ancêtres, les dirigeants Gengiskhanides du Yuan du Nord renouvelèrent également leur revendication sur le trône impérial chinois,, et s'en tinrent fermement au titre d'Empereur (ou Grand Khan) du Grand Yuan (Dai Yuwan Khaan, ou 大元可汗), pour s'opposer aux Ming qui étaient devenus à cette époque les vrais souverains de la Chine. Selon les théories politiques traditionnelles chinoises, il ne pouvait y avoir qu'une seule dynastie légitime dont les dirigeants avaient la bénédiction du Ciel pour gouverner en tant qu'empereur de Chine. C'est cette théorie, connue sous le nom de Mandat du Ciel, que les Ming utilisèrent pour nier la légitimité des survivants du clan impérial Yuan comme empereurs de Chine. Par contre, ils ont toujours considéré comme légitimes les règnes des Khans de la première dynastie Yuan.
Les soldats Ming poursuivirent les troupes mongoles des Yuan du Nord en Mongolie en 1372, mais furent vaincus par une armée commandée par le Khan Ayourchiridhara (r. 1370-78), le fils et successeur de Togoontomor, et son général Köke Temür (d. 1375). En 1375, Naghachu, un fonctionnaire mongol au service d'Ayourchiridhara en poste dans la province de Liaoyang, envahit le Liaodong dans le but de rendre le pouvoir aux Mongols. Bien qu'il ait continué à tenir la Mandchourie du Sud, Naghachu s'est finalement rendu à la dynastie Ming en 1387-88 après avoir été vaincu par les armées chinoises lors d'une campagne militaire. Dans le sud de la Chine, les loyalistes Yuan du prince Kublaide Basalawarmi, le prince de Liang, qui tenaient le Yunnan et le Guizhou furent également tués par les Ming en 1381-82.
En 1380, les Ming attaquèrent de nouveau les Yuan du Nord, remportant finalement une victoire décisive sur les forces mongoles du khan Togustemur dans la région du lac Buir en 1388. Environ 70 000 Mongols ont été faits prisonniers et Karakorum, la capitale mongole, a été saccagée et détruite. Cette défaite a affaibli pendant longtemps le pouvoir des Khans mongols et a permis aux Mongols occidentaux de prendre le contrôle du Khanat.

### La domination des Oirats (1388–1478)

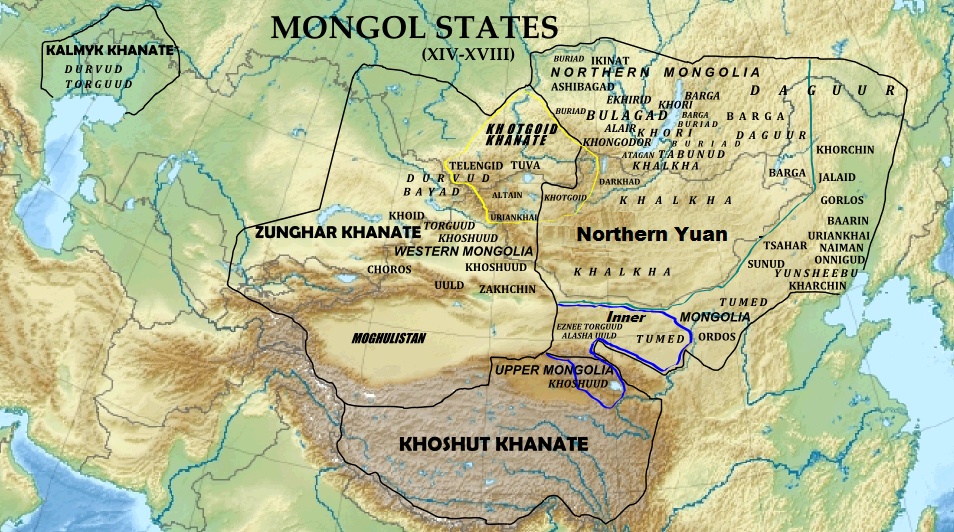
Les Oirats en Mongolie

En 1388, à la suite du décès de Togustemur, le trône des Yuan du Nord tombe entre les mains de Yesüder, un des descendants d'Ariq Boqa, le fils de Tolui. Ce changement dynastique est important car, jusqu’à cette date, ce trône était tenu par les descendants de Kubilai Khan. Après la mort de son maître Togustemur, Gunashiri, un descendant du Khan Djaghataï, a fondé son propre petit État, appelé Kara Del, à Hami. Cette sécession est révélatrice de l'impuissance des Khans et, de fait, au cours du siècle suivant, les Gengiskhanides qui se succédèrent au pouvoir n'étaient pour la plupart que de simples hommes de paille, mis sur le trône par des seigneurs de guerre bien plus puissants qu'eux. À partir de la fin du XIVe siècle, on trouve dans l'historiographie moderne des désignations telles que "période des petits rois" (Бага хаадын үе үе) pour désigner cette époque de luttes et de divisions entre plusieurs factions. D'un côté il y avait les Oïrats, ou Mongols occidentaux, vivant à l'ouest de la Mongolie et en lutte pour le pouvoir contre les Mongols orientaux. Tandis que les Oirats soutenaient les descendants d'Ariq Boqa et d'autres princes, Arouktaï, le chef de la tribu des Asod, était dans le camp des anciens Khans yuan et des descendants de Kubilai Khan. Il existait également une troisième faction, la Maison Ögedei, qui a brièvement tenté de réunir les Mongols sous son contrôle.
Sous les Yuan du Nord, les Mongols se divisent en trois groupes principaux : les Mongols occidentaux, les Mongols de l'Uriankhai au nord-est, et les Mongols orientaux vivant entre les deux. Les Uriankhai et certains princes Borjigin s'étant rendus à la dynastie Ming dans les années 1390, les Mongols Orientaux et Occidentaux restèrent donc seuls en lice pour le contrôle de la Mongolie et des Yuan du Nord. Concernant les Uriankhai, afin de mieux les contrôler, les Ming les avaient divisés en trois gardes : Doyin, Tai'nin et Fuyu.
En matière de politique extérieure, les périodes de conflit avec la dynastie Ming s'entremêlent avec celles de relations pacifiques et de commerce frontalier. En 1402, Örüg Temür Khan (Guilichi) abolit le nom dynastique de "Grand Yuan"; avant d’être vaincu en 1403 par Oldjaï Témür (Bunyashiri, r. 1403-12), qui bénéficie alors de la protection de Tamerlan (d. 1405). À la suite de la victoire de ce dernier, la plupart des nobles mongols alliés avec Arouktaï se rangèrent du côté d'Oldjaï. La montée en puissance du nouveau Khan inquiète et agace les Ming, au point que l'empereur Yongle (r. 1402-24) décidât d'intervenir militairement contre le nouveau Khan et tout chef mongol jugé trop puissant, exacerbant ainsi le conflit Mongol-Oirat.  Le 23 septembre 1409, Oldjaï Témür et Arouktaï écrasèrent une armée Ming sur les rives de la rivière Kerülen, mais leur victoire fut de courte durée car Yongle affronta et vainquit personnellement les deux chefs mongols à proximité de la rivière Onon. Après la mort d'Oldjaï Témür en 1412, les Oirats, dirigés par leur chef Bahamu (Mahmoud) (d. 1417), ont intronisé Delbeg Khan, un Ariq-Boquide. Bien qu'au début les Ming aient encouragé les Oirats à lutter contre les Mongols de l'Est, ils leur ont retiré leur soutien lorsque ces derniers sont devenus puissants. Après 1417, Arouktaï est redevenu puissant, ce qui a motivé Yongle pour lancer des campagnes militaires, infructueuses, contre lui en 1422 et 1423. En 1433, Toghon, le successeur de Bahamu, sort de Mongolie et pénètre en Mandchourie, en poussant jusqu'à l'est de la chaîne du Grand Khingan en 1433. Malgré cette démonstration de force, les peuples mandchous étant officiellement des vassaux des Ming, son pouvoir fut contesté et les Oirats l'ont tué à l'ouest de Baotou l'année suivante. Enfin, Adai Khan (r. 1425-38), nouveau Khagan et allié d'Arouktaï, combat une dernière fois à Ejene avant d'être assassiné à son tour.
Toghon est mort l'année même de sa victoire sur Adai. Son fils Esen Taidji (r. 1438-54,) a mené les Oirats au sommet de leur puissance. Agissant officiellement au nom des Khans Gengiskhanides qu'il manipule, il repoussa les monarques du Mogholistan et écrasa les Trois Gardes, le Kara Del et les Jürchens. En 1449, il s'empara de l'empereur Ming Yingzong, provoquant l'effondrement généralisé des lignes de défense nord des Ming. Esen et son père régnèrent en tant que taishis (Premiers ministres) de Khans Gengiskhanides; mais après avoir exécuté Tayisung Khan Toghtoa Bukha (r. 1433-53), un khan rebelle, et son frère Agbarjin en 1453, Esen prit directement le titre de khan. Il fut cependant rapidement renversé par Alag, un de ses alliés nobles. Sa mort a brisé la suprématie politique des Oirats, qui ne retrouveront pas leur puissance avant le début du XVIIe siècle.
De la mort d'Esen jusqu'à 1481, divers seigneurs de guerre différents des clans Khorchins, Belguteides et des Ordos se sont battus pour le pouvoir et ont fait introniser leurs Khans Gengiskhanides. Les chroniqueurs mongols appellent certains d'entre eux les Ouïghours et ils pourraient avoir des liens avec le petit Khanat de l'oasis d'Hami. Malgré ces luttes continues, la réunification de la nation mongole semble alors un objectif réalisable et, de fait, pendant son règne, Manduul Khan (1475-78) a effectivement vaincu la plupart des seigneurs de guerre mongols avant de mourir en 1478.

### Restauration (1479–1600)

#### Seconde réunification
Après le décès de son époux, Mandukhai, la jeune Khatan de Manduul  proclama comme khan un garçon nommé Batumongke. Le nouveau khan, en tant que descendant de Gengis Khan, prit le titre Dayan, signifiant le "Grand Yuan", en référence à la dynastie Yuan. Durant les années qui ont suivi, Mandukhai et Dayan Khan ont mis fin à la suprématie des Oirat. Au début, les nouvelles lois du Khan fonctionnaient avec le système taishi (nobles de la Cour), les taishis gouvernant surtout les Mongols du fleuve Jaune. Cependant, l'un d'eux a tué le fils de Dayan Khan et s'est révolté quand Dayan a nommé son fils, Ulusbold, jinong (prince héritier) sans tenir compte de leur avis. Dayan Khan a finalement vaincu les Mongols du sud-ouest en 1510 avec l'aide de ses alliés, Unebolad wang et les Quatre oïrats. Faisant d'un autre de ses fils son jinong, il abolit les vieux titres de cour (taishi, chingsang, pingchan et chiyuan) datant de l'ancienne dynastie Yuan.
La dynastie Ming ayant mis fin au commerce frontalier et tué ses envoyés. Dayan envahit la Chine et subjugua les Trois Gardes, des vassaux des Ming. Les Oirats l'ont aidé dans sa campagne en Chine. La nouvelle puissance Mongole a atteint son point culminant en 1517, lorsque Dayan Khan a marché sur Pékin, la capitale des Ming, elle-même. Les armées mongoles attaquèrent la dynastie Ming non seulement dans le nord, mais aussi dans l'ouest, une région jusqu'alors calme. Cette attaque mongole n'est pas le seul problème auquel la Chine doit faire face, car l'empereur Ming Wuzong a perdu son protectorat d'Hami au profit des Turpans en même temps. En 1542, Dayan Khan a vaincu les troupes chinoises, juste avant de mourir. Les Mongols Toumètes qui régnaient dans la région de l'Ordos en ont profité pour étendre progressivement leur domaine au nord-est du Qinghai.
À cette époque, le territoire des Yuan du nord s'étendait de la toundra sibérienne et du lac Baïkal au nord, jusqu'aux bords du fleuve Jaune et au sud de celui-ci dans l'Ordos, en passant par le désert de Gobi. Leurs terres s'étendaient des forêts de Mandchourie à l'est en passant par les montagnes de l'Altaï jusqu'aux steppes de l'Asie centrale.

#### Divisions administratives

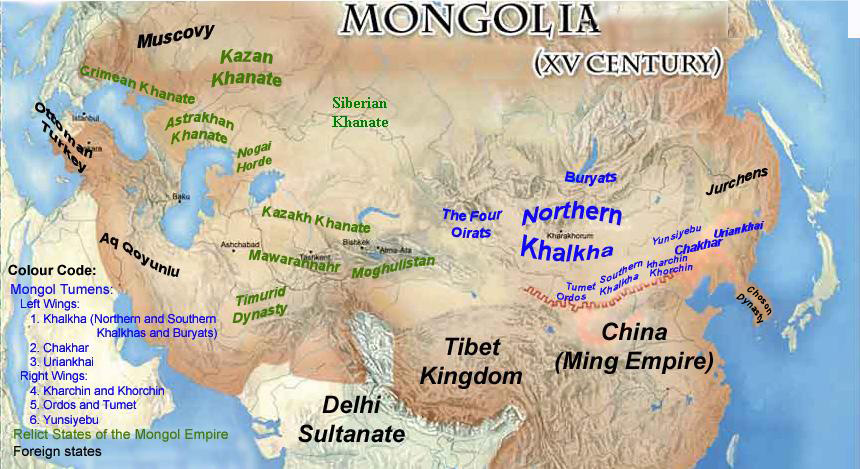
Les Tumens de Mongolie et les différents États nés des reliquats de l'Empire mongol en 1500

Dayan Khan réorganisa les Mongols orientaux en six Tumens (littéralement "dix mille") comme suit :
- Aile gauche:
  - Tumen Khalkha : les sept otogs du nord : (Jalaid, Besud, Eljigin, Gorlos, Khökhüid (Khukhuid), Khataghin, et, rajoutés tardivement, Uriankhai). Les cinq otogs du sud : (Baarin, Jaruud, Bayagud, Ujeed (Uchirad) et Hongirad)
  - Tumen Tchakhar : Abaga, Abaganar, Aokhan, Daurs, Durved, Hishigten, Muumyangan, Naiman, Onnigud, Huuchid, Sunud, Uzemchin et Urad
  - Tumen Uriankhai. Ce tumen a été dissout par la suite et intégré au Tumen Khalkha.

- Aile droite:
  - Tumen Ordos :
  - Tumen Toumètes :
  - Tumen Yünsheebüüü (Yöngshiyebü): (y compris Asud et Qaracin)

- Quatre tümen Oirats:
  - Choros, Olots, Durvud, Khoid, Baatud, Torghut, Khoshut, Ur (Ör) Mongol, Bargas et Buryats. Les Bargas et les Bouriates devinrent plus tard des sujets des Khalkha.

Ces Tumens fonctionnaient à la fois comme des unités militaires et comme des organes administratifs tribaux, qui espéraient recevoir des taijis, des descendants de Dayan Khan. Les peuples Khalkha du Nord et Uriyankhan étaient rattachés aux otogs Khalkhas du Sud de la Mongolie intérieure orientale pour les premiers et aux Doyin Uriyangkhan des Trois Gardes pour les seconds. Après la rébellion du peuple Uriankhai du nord, ils furent conquis en 1538 et, pour la plupart, annexés par les Khalkha du nord. Cependant, sa décision de diviser les Six tumens entre ses fils, ou taijis, et les  tabunangs/beaux-fils locaux des taijis a créé un système décentralisé de gouvernement centré sur le clan des Bordjiguines, qui a assuré la paix intérieure et l'expansion extérieure de la Mongolie pendant un siècle. Malgré cette décentralisation, il y a eu une remarquable concorde au sein de l'aristocratie Dayan-Khanide.

#### Dernière réunification

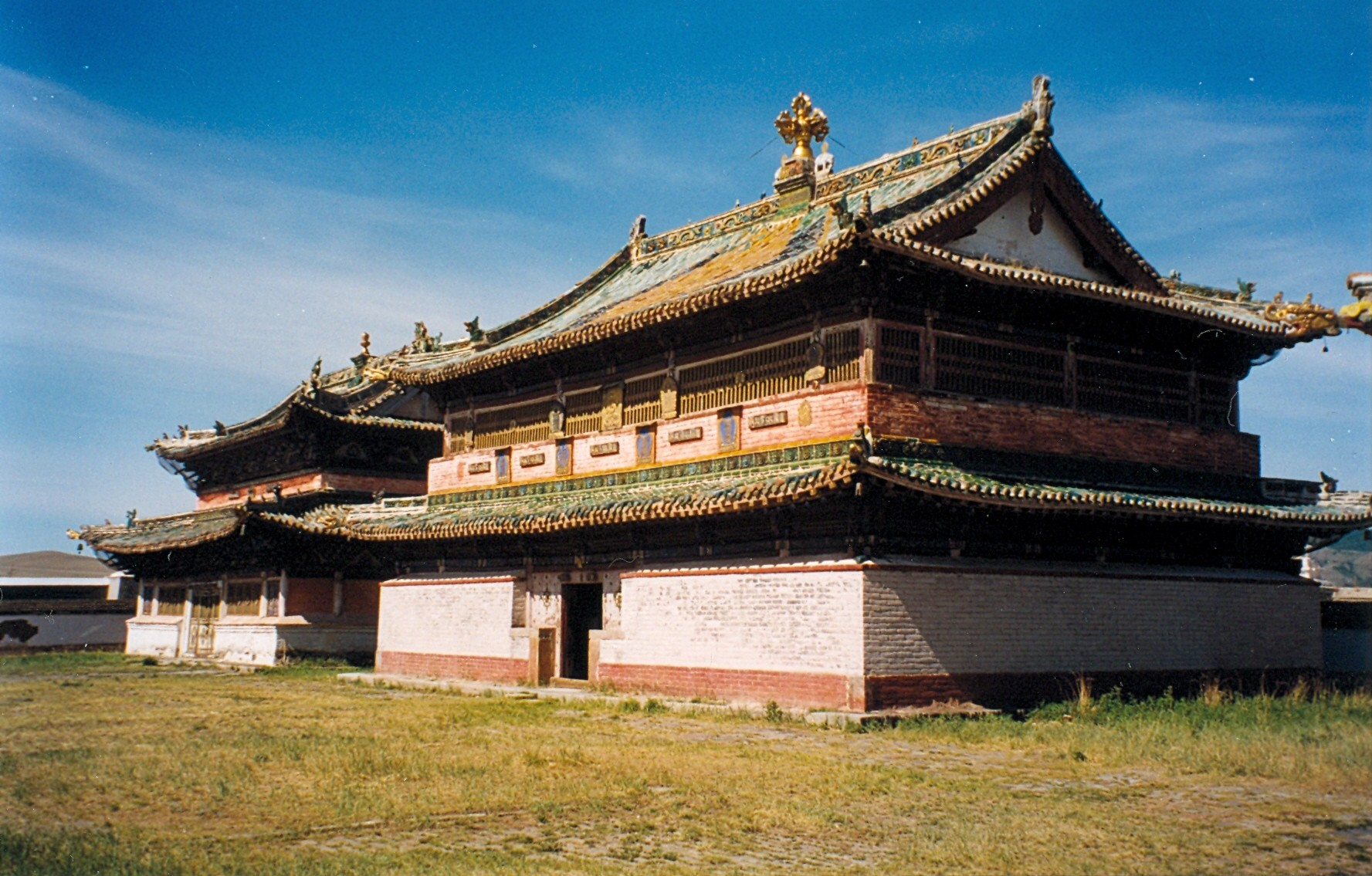
Temple du monastère d'Erdene Zuu, fondé par Abtai Sain Khan au cœur du Khalkha au XVIéme siècle.

En 1540, de nouveaux cercles régionaux de taijis Gengiskhanides et de tabunangs locaux (gendres impériaux) des taijis apparurent dans tous les anciens domaines Dayan-Khanides. Si le Khagan et le Jinong avaient autorité directe sur les trois tumens de l'aile droite, Daraisung Guden Khan (r. 1547-57) dut accorder des titres de khans à ses cousins Altan, qui dirigeait les Toumètes, et Bayaskhul, qui gouvernait les Khorchins. La paix décentralisée entre les Mongols était alors fondée sur l'unité religieuse et culturelle créée par les sectes Gengiskhanides.
Une série d'épidémies de variole et l'absence de commerce ont forcé les Mongols à piller à plusieurs reprises les Xians du nord de la Chine. En 1571, les Ming ont autorisé le commerce entre la Chine et les trois Tumens de droite. À partir de 1575, lesdits Tumens se convertissent à grande échelle au bouddhisme.Tümen Zasagt Khan nomma un bouddhiste tibétain aumônier de l'ordre Karma-pa. On trouvait des représentants de tous les Mongols, y compris des Oirats, à la cour de Tümen, qui, durant son règne, avait conquis le Koko Nur et codifié une nouvelle loi. En 1580, les tumens Khalkha du nord proclamèrent leur prince Abadai Khan, un Dayan-Khanidee, Tüsheet khan des Khalkhas. Ce dernier promut activement la conversion de la société mongole au bouddhisme. C'est ainsi qu'il ordonna la construction du monastère d'Erdene Zuu en 1585, dans lequel il dépose une relique du Bouddha Sakyamuni qu'il a reçu de Sonam Gyatso, le 3e dalaï-lama. 
À la fin du XVIe siècle, les Trois Gardes ont perdu leur existence en tant que groupe distinct. Leur Fuyu a été absorbé par les Khorchin après qu'ils se sont déplacés vers la rivière Nonni. Deux autres, Doyin et Tai'nin, ont été absorbés par les Cinq Khalkhas.

### Chute (1600–1635)

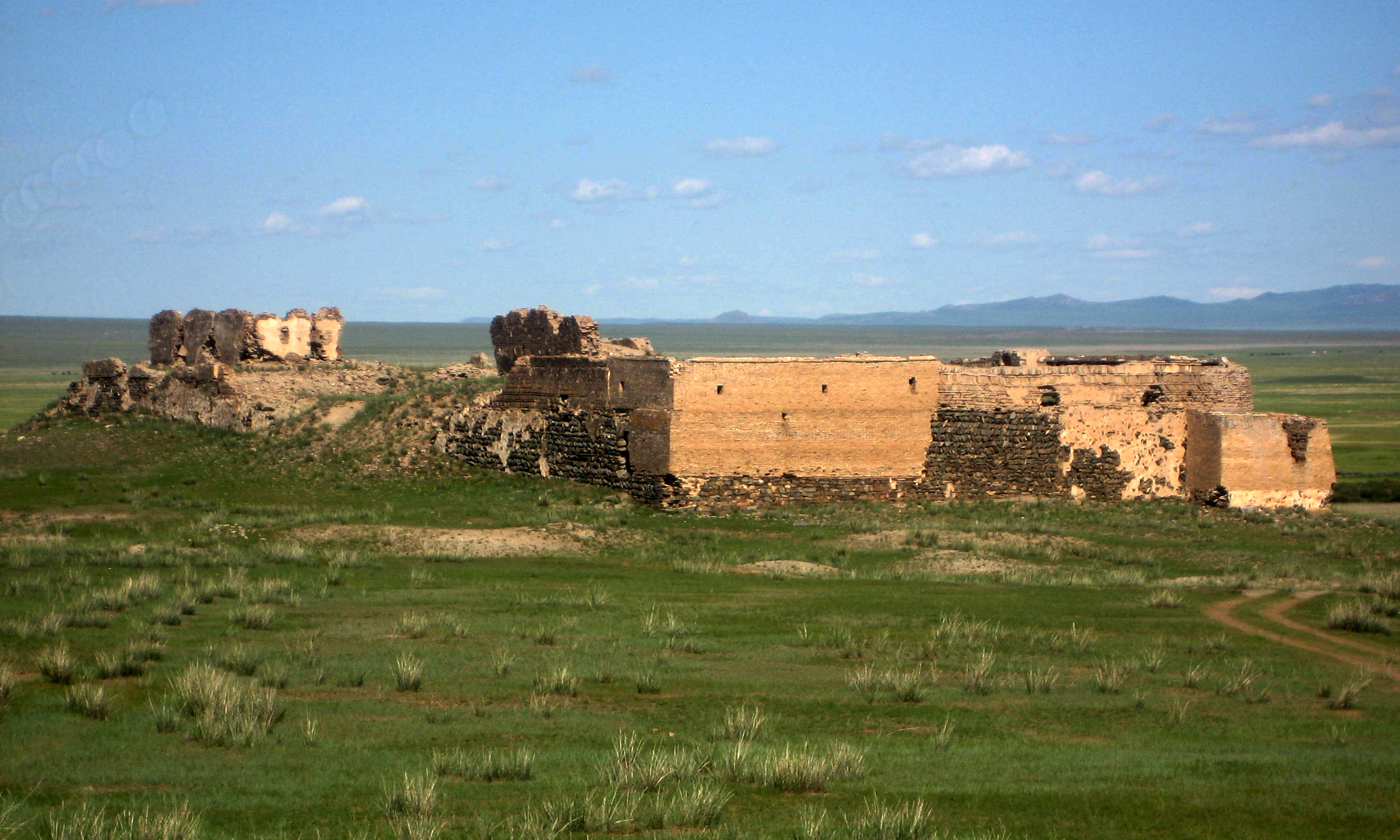
La Maison Blanche de Tsogt Taij (Château Blanc), construite en 1601.

Après la mort de Dayan Khan, la majeure partie de la Mongolie est passée sous la domination des descendants de son fils cadet, Gersendze Huangtaizi (Gersenz huntaij). Au début du XVIIe siècle, ils formaient quatre khanats, d'ouest en est :
- Les Altan Khan des Khotogoid à l'extrême ouest, fondés par Sholoi Ubashi, arrière petit-fils de Geresandza.
- Les Dzasagtu Khans, khanat fondé par Laikhor-khan, un cousin de l'Altan Khan.
- Les Tushetu Khans à Oulan-Bator fondés par Abatai, un autre petit-fils issu de la branche du fils ainé.
- Les Sechen Khans à l'extrémité orientale de la Mongolie moderne, fondée par Sholoi, un autre arrière-petit-fils.

Dans le nord, à partir de 1583, les aventuriers russes ont pris le contrôle des tribus forestières de Sibérie mais n'ont pas tenté d'interférer avec les peuples nombreux et belliqueux vivant au sud des forêts. 
À l'ouest, en Dzoungarie, vers 1600-1620, les Oirats s'unirent sous la férule de Khara Khula et formèrent le Khanat dzoungar, en partie à cause de leurs guerres avec les Altan Khans.
À l'est, le chef Mandchou Nurhachi unifiat les tribus de Mandchourie, puis son fils, Huang Taiji (1626-1643), consolidât le nouvel État et y incorporât des parties de la Mongolie intérieure. À sa mort, Dorgon devint régent pour son fils de 6 ans. C'est lui qui régnait de facto lorsque les Mandchous prirent Pékin et fondèrent la dynastie Qing (1644). Au XVIIe siècle, les Mongols sont passés sous l'influence des Mandchous. Les princes de Khorchin, de Jarud et des Mongols du sud de Khalkha ont conclu une alliance formelle avec les Mandchous de 1612 à 1624. En 1625, Ligden Khan, le dernier Khagan Tchakhars, s'indignant de cette subornation de ses sujets, attaqua les Mandchous, sans succès. Pour contrecarrer la puissance Mandchoue, il a nommé ses fonctionnaires en les plaçant au-dessus des tumens et a formé une unité militaire d'élite pour faire taire l'opposition. La révolte de masse éclata en 1628. Les Tchakhars commandés par Ligdan ont vaincu les armées combinées et les auxiliaires mandchous à Zhaocheng, mais ont dû fuir devant une grande expédition punitive mandchoue. Seul Choghtu Khong Tayiji (1581-1637) soutenait le Grand Khan, tandis que d'autres nobles Tchakhars restaient neutres et inactifs. Ligdan mourut sur le chemin du Tibet, alors qu'il était en route pour punir l'ordre de dGe-lugs-pa en 1634. Son fils, Ejei Khan, se rendit aux Mandchous et on dit qu'il donna le sceau impérial des dirigeants Yuan à l'empereur Qing Huang Taiji l'année suivante (février 1635), mettant ainsi fin aux Yuan du Nord
Les Qing exterminèrent complètement une branche du clan des Bordjiguines, celle des descendants de Ligdan Khan, après une révolte anti-Qing organisée en 1675 par Abunai, frère d'Ejei, et Borni, fils d'Abunai. Les empereurs Qing placèrent alors les Mongols Tchakhars sous leur autorité directe.

### Conséquences
En 1662, l'Altan Khan attaqua et mit à mort son voisin oriental, ce qui a poussé le Tushetu Khan à le chasser. Départ provisoire, car l'Altan a été restauré sur son trône avec le soutien des Dzoungars et des Qings. En 1682, il fut capturé par le futur Dzashgtu Khan et son Khanat disparu de l'histoire. La chute du Khanat situé le plus à l'ouest ouvrit la voie aux Dzoungars, qui ont commencé rapidement à s'étendre, marquant ainsi les débuts du Khanat dzoungar.
Très vite les Dzoungars se retrouvèrent à devoir lutter contre la puissance grandissante des Mandchous de la Dynastie Qing. Pour essayer de contrer ce puissant ennemi, Erdeni Batur, le fondateur du Khanat Dzoungar, et le moine bouddhiste Zaya Pandita ont tenté de former une alliance entre les Oirats et les autres peuples mongols contre l'Empire Qing et l'Empire russe. Pour y arriver, ils ont convoqué en 1640 un Qurultay (assemblée plénière), auquel participèrent les représentants des peuples Dzoungar, Qoshots du Qinghai, Torgut, Tchakhars et Tibétains. Cette assemblée servit à élaborer un code juridique unique pour tous les Mongols, interdisant le chamanisme et déclarant le Bouddhisme tibétain comme étant la seule religion du peuple mongol,,,,,,,,,,,,,. En 1672, Galdan devint Khan des Dzoungars et, après avoir conquis le nord du bassin du Tarim, de Kachgar à Hami, il a commencé à rêver d'unir les Mongols, malgré le handicap de ses origines. En effet, en tant que Khan Oirat, il n'était pas d'une lignée de Gengiskhanides, contrairement aux précédents Khans et autres unificateurs du peuple mongol.
Pour mener à bien son rêve d'unification, Galdan s'allia avec le Zasagt khan contre le Tushetu Khan. Ce dernier riposta en attaquant le Zasagt khan, qui finit par mourir noyé en essayant de s'échapper. Après cette victoire, le Tushetu Khan envahit le territoire des Dzoungar où il tua un des frères de Galdan. Galdan riposta en 1688, en anéantissant l'armée du Tushetu Khan près du fleuve Tarim et en pillant les tombes du Karakoram. Vaincus, le Tushetu et les autres chefs Khalkhas se sont enfuis à Hohhot, au nord-est du Plateau d'Ordos, et ont imploré les Qing de les aider. En 1690, Galdan avait pris le contrôle de tout le pays des Khalkhas, jusqu'aux confins de la Mandchourie, avant de tourner son attention vers l'est en direction de Pékin. Cette menace directe sur la capitale de la dynastie Qing a conduit l'empereur Kangxi (khaan khaan amgalan en mongol) à bloquer l'avancée de Galdan, qui s'est replié vers le nord-ouest à la fin de l'année 1690. En mai 1691, l'empereur Kangxi tenait un Qurultay à Dolon Nor (Dolonnuur) où les chefs Khalkhas se déclarèrent vassaux des empereurs Qing. En 1695, Galdan se déplaçant de nouveau vers l'est, l'Empereur Qing envoyat une puissante armée pour l'intercepter et le vainquit près d'Oulan-Bator, le 12 juin 1696. Galdan s'est enfui avec quelques fidèles et est mort un peu plus tard. La Mongolie extérieure a ainsi été incorporée dans l'Empire Qing, et les chefs Khalkhas sont retournés en Mongolie extérieure en tant que vassaux Qing. Une garnison Qing a été installée à Oulan-Bator et une autre à Hami, mais les Mandchous n'ont pas pénétré en Dzoungarie. Il faudra encore une expédition militaire contre le tibet et deux autres guerres pour que les Qing finissent de mettre au pas les Dzoungars et leurs alliés, parachevant ainsi leur conquête des différents peuples mongols.

## Liste des khans et khagans de la dynastie Yuan du Nord (1368–1635)
Voir aussi la Liste des khans de la dynastie Yuan du Nord (en)
- Toghon Temür (1368–1370)
- Biligtü Khan Ayushiridara (1370–1378)
- Uskhal Khan Tögüs Temür (1378–1388)
- Jorightu Khan Yesüder (1388–1391)
- Engke Khan (1391–1394)
- Elbeg Nigülesügchi Khan (1394–1399)
- Gün Temür Khan (1399–1402)
- Örüg Temür Khan (Guilichi) (1402–1408)
- Öljei Temür Khan (Bunyashiri) (1408–1412)
- Delbeg Khan (Dalbag) (1412-1415)
- Oyiradai (1415–1425)
- Adai Khan (1425–1438)
- Tayisung Khan Toghtoa Bukha (1433–1452)
- Agbarjin (1453)
- Esen taishi - chef des Oïrats (1453–1454) - n'est pas un Gengiskhanide
- Markörgis Khan (Ükegtü) (1454–1465)
- Molon Khan (1465–1466)
- Manduul Khan (1475–1478)
- Dayan Khan (Batu Möngke) (1478–1516)
- Bars Bolud (Jinong)
- Bodi Alag Khagan (1516–1547)
- Daraisung Guden Khan (1547–1557)
- Tümen Jasagtu Khan (1557–1592)
- Buyan Sechen Khan (1592–1603)
- Ligden Khan (1604–1634)
- Ejei Khan (1634–1635)